# Hister bellicus
Hister bellicus är en skalbaggsart som beskrevs av Sylvain Auguste de Marseul 1864. Hister bellicus ingår i släktet Hister och familjen stumpbaggar. Inga underarter finns listade i Catalogue of Life.